# Grubenunglück von Hpakant 2020
Beim Grubenunglück von Hpakant vom 2. Juli 2020 kamen mehr als 170 Menschen durch einen Erdrutsch bei einem Jade-Bergwerk in Hpakant (Kachin-Staat) ums Leben. Es war das bislang schwerste Unglück in der Jade-Industrie Myanmars.

## Hintergrund

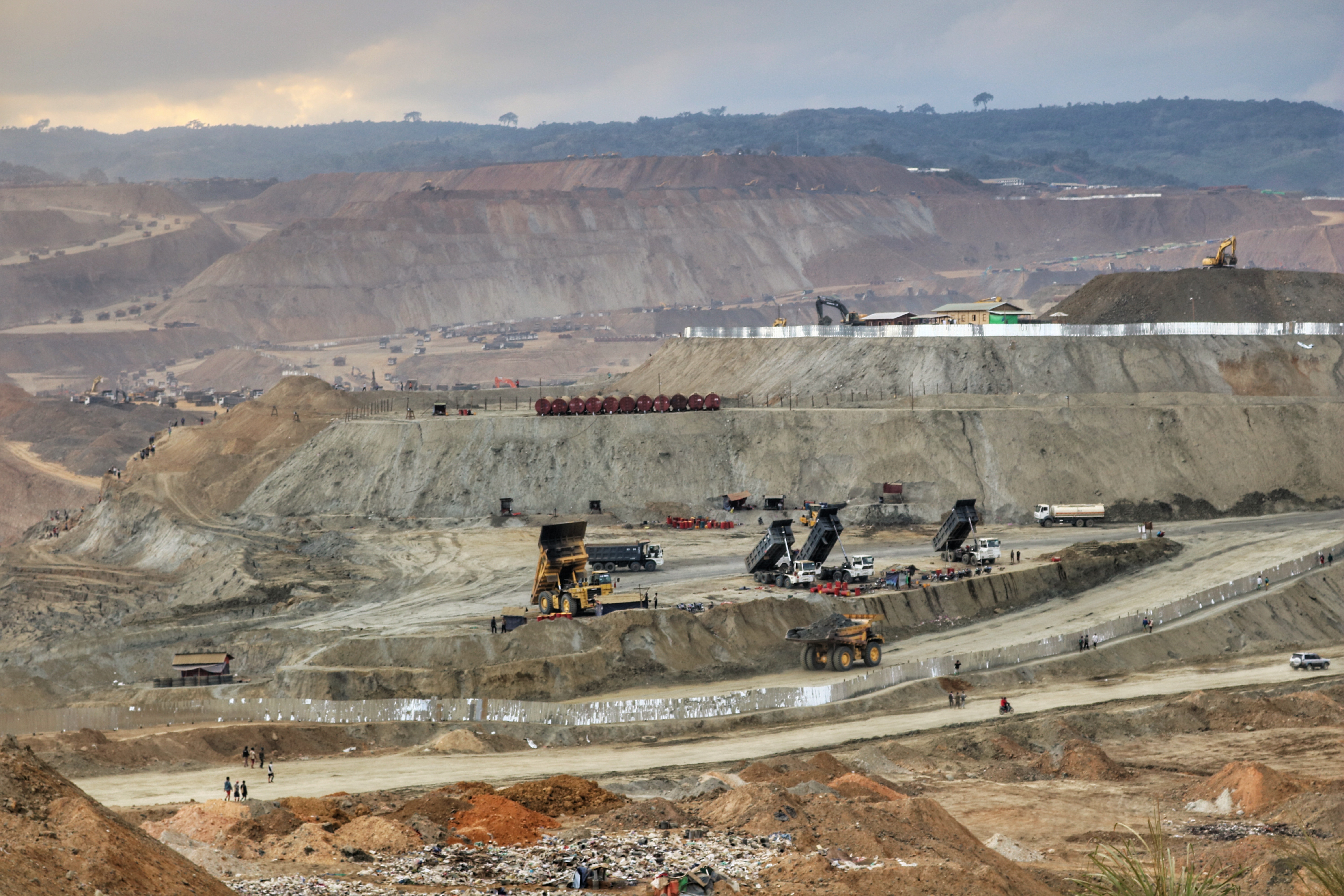
Industrieller Jade-Bergbau in Hpakant (2018)

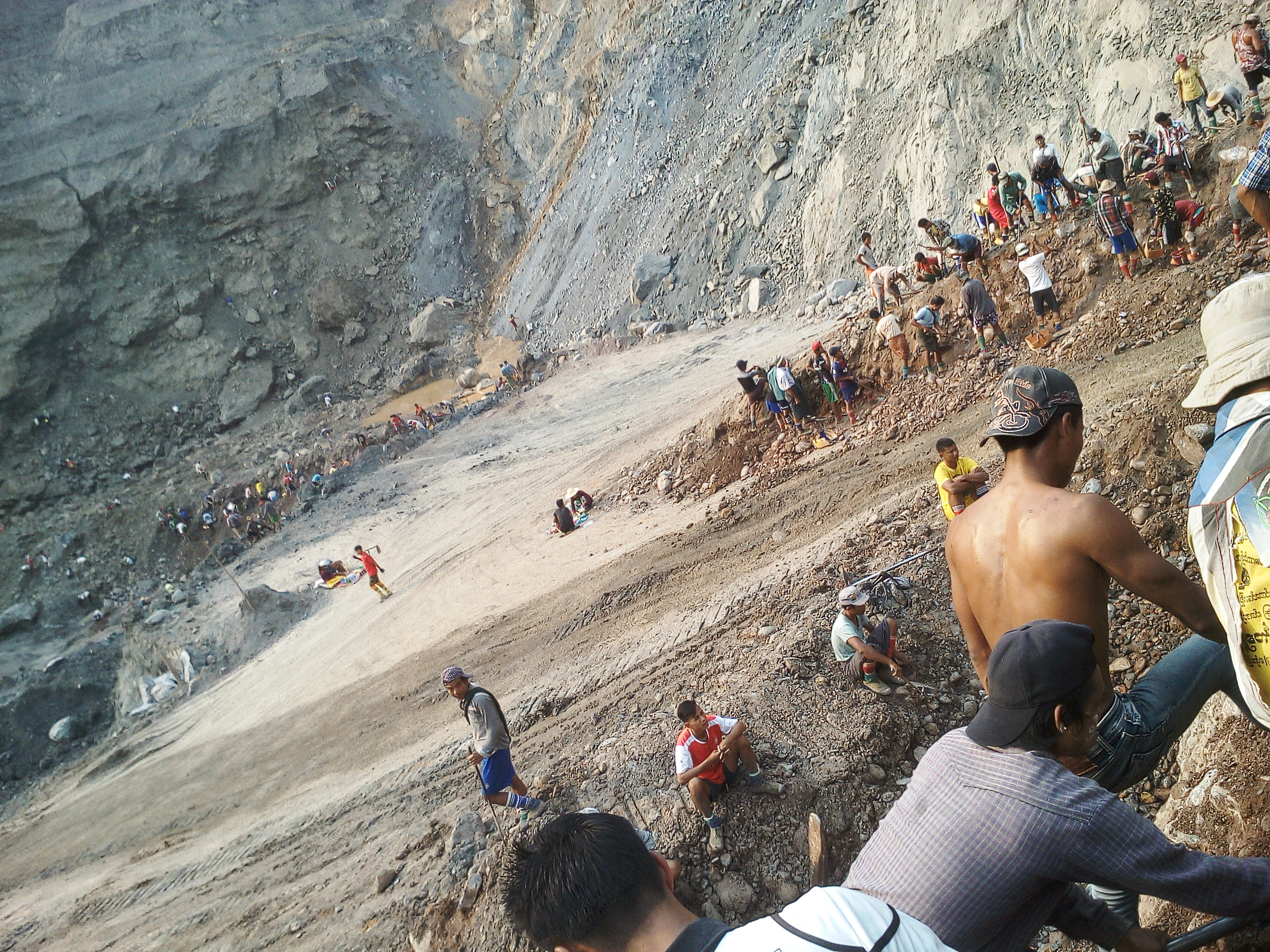
Menschen bei der Suche nach Jade auf einer Abraumhalde (2018)

Hpakant ist eines der wichtigsten Jade-Abbaugebiete. Myanmar produziert rund 70 Prozent der weltweit geförderten Jade. Der überwiegende Teil davon wird außer Landes geschmuggelt, vorrangig nach China. Nach offiziellen Zahlen erwirtschaftet der Jade-Bergbau im Land jährlich 790 Mio. US$, nach Schätzungen der NGO Global Witness bringt das Geschäft pro Jahr jedoch fast 31 Mrd. US$ ein (Stand 2014), somit fast die Hälfte des Bruttoinlandsprodukts Burmas. Durch den Schmuggel entgehen dem Land jährlich hunderte Millionen an Steuereinnahmen. Die Einnahmen aus dem Jade-Geschäft finanzierten einen jahrzehntelangen Krieg in Kachin-Staat zwischen der myanmarischen Armee und der Kachin Independent Army. Der Friedensschluss mit der Rebellengruppe United Wa State Army 1994 wurde mit lukrativen Schürfrechten erkauft. Weitere Profiteure sind das Militär, Drogenkartelle und chinesische Akteure. Korruption, eine schwache Durchsetzung von Industriestandards und mangelnde Kontrollen führten dazu, dass der Bergbau ohne soziale Absicherung, ohne Rücksicht auf Menschenrechte oder Umweltschutzauflagen durchgeführt wird. Etwa 300.000 Menschen arbeiten in der Jade-Industrie in Myanmar. Viele davon sind arme Binnenmigranten aus anderen Regionen Myanmars, die in der Hoffnung auf Reichtum die Abraumhalden der großen Minen nach übersehenen Steinen durchkämmen.
Häufig ereignen sich Unglücksfälle in der Jade-Industrie Hpakants. 2015 kamen bei einem Erdrutsch auf einer Abraumhalde nach abweichenden Angaben mindestens 116 bis 133 Menschen ums Leben, mehr als 100 galten als vermisst. 2018 starben bei einem Erdrutsch mindestens 18 Menschen, 2019 kamen bei sieben Erdrutschen bei den Minen Hpakants mindestens 137 Menschen ums Leben.

## Der Erdrutsch
Wegen der schweren Regenfälle der Monsun-Saison warnten lokale Behörden seit 20. Juni 2020 vor Arbeiten in den Minen. Am 26. Juni ordneten die Behörden die Schließung aller Minen in der Region bis Ende September an. Daher waren am 2. Juli keine regulären Arbeiter mehr in der von der Myanmar Tagaung Co. betriebenen Mine mehr vor Ort. Jedoch suchten zahlreiche Menschen auf einer Abraumhalde der Mine nach übersehenen Jadesteinen, als es gegen 8:00 Uhr morgens infolge der intensiven Niederschläge zum Erdrutsch kam. Die Erd- und Geröllmassen rollten den Abhang hinunter in ein mit Wasser gefülltes Tal und begruben dabei mehr als 200 Menschen unter einer Welle aus Schlamm. Bis 6. Juli wurden nach Angaben der örtlichen Feuerwehr 174 Tote geborgen, mindestens 54 Menschen wurden verletzt. Etwa 20 Menschen wurden noch vermisst.
Am 3. Juli wurden 77 Verunglückte in einem Massengrab bestattet. Am 4. Juli wurden weitere 40 Tote beerdigt. Zahlreiche weitere wurden entsprechend buddhistischer Tradition feuerbestattet.
Staatspräsident Win Myint setzte ein sechsköpfiges Gremium unter der Leitung des Ministers für Bodenschätze und Naturschutz, Ohn Win, ein, das die Unglücksfälle in der Jadeindustrie untersuchen und einen Plan zur Verhinderung weiterer Unglücksfälle erstellen soll. Dem Gremium gehört auch Innenminister Generalleutnant Soe Htut an, der selbst größter Anteilseigner an Myanma Economic Holdings Limited (MEHL) ist, einem militärischen Mischkonzern, der die meisten Schürflizenzen in Myanmar besitzt. Von der NGO Global Witness wird die Besetzung des Gremiums, das über Reformen im Jade-Sektor entscheiden soll, mit einem MEHL-Anteilseigner als absurd bezeichnet. Mit dem Militär verbundene Unternehmen seien die größten Hindernisse für Reformen auf dem Gebiet.
Am 6. Juli wurde der Minister für Sicherheit und die Staatsgrenze von Kachin-Staat, Oberst Nay Lin Htun, und ein ungenannter Kommandant des Militärs ihrer Posten enthoben. Sie hätten verabsäumt, die Anwesenheit von Unbefugten auf dem Minengelände zu melden.
Die Regierung stellte den Familien der Getöteten eine Entschädigung in Höhe von je etwa 1900 € in Aussicht.

## Belege
1. 1 2 3 4  Till Fähnders: Das Unglück in Burma wirft ein Licht auf ein blutiges Geschäft. In: faz.net. 2. Juli 2020, abgerufen am 8. Juli 2020.
2. 1 2 3  Peter Yeung, Zaw Moe Htet: Lethal landslips and drug addiction: Myanmar's toxic jade trade . In: theguardian.com. 25. Februar 2019, abgerufen am 5. Juli 2020 (englisch).
3. 1 2  Myanmar: Over 100 dead in jade mine landslide disaster. In: dw.com. 2. Juli 2020, abgerufen am 5. Juli 2020 (englisch).
4. ↑  Jade: Myanmar's "Big State Secret". In: globalwitness.org. 23. Oktober 2015, abgerufen am 8. Juli 2020 (englisch).
5. 1 2  Myanmar jade mine landslide kills 160. In: bbc.com. 2. Juli 2020, abgerufen am 8. Juli 2020.
6. 1 2 3 4 5 6 7  Aung Theinkha, Zarni Tun, Jia Ao, Nandar Chann, Roseanne Gerin: Corruption, Weak Rule of Law Cited as Myanmar Probes Latest Jade Disaster. In: rfa.org. 7. Juli 2020, abgerufen am 8. Juli 2020 (englisch).
7. 1 2 3  Kyaw Ko Ko: Investigators visit site of Hpakant mining disaster. In: mmtimes.com. 6. Juli 2020, abgerufen am 8. Juli 2020 (englisch).
8. ↑  Dozens Swept Away in Myanmar Landslide While Hunting for Jade. In: nytimes.com. 17. Juli 2018, abgerufen am 8. Juli 2020 (englisch).
9. ↑  Death toll rises to 166 in Myanmar jade mine collapse. In: cgtn.com. 3. Juli 2020, abgerufen am 9. Juli 2020 (englisch).
10. ↑  Cape Diamond, Shereena Qazi: Families mourn as Myanmar jade mine disaster kills more than 170. In: aljazeera.com. 5. Juli 2020, abgerufen am 8. Juli 2020 (englisch).
11. 1 2  Danny Fenster, Hay Man Pyae: Jade-rich Tatmadaw general to investigate deadly Hpakant mine disaster. In: myanmar-now.org. 8. Juli 2020, abgerufen am 9. Juli 2020 (englisch).
12. ↑  Myanmar army sacks two officers over landslide tragedy. (Memento des Originals vom 7. Juli 2020 im Internet Archive)  Info: Der Archivlink wurde automatisch eingesetzt und noch nicht geprüft. Bitte prüfe Original- und Archivlink gemäß Anleitung und entferne dann diesen Hinweis. In: channelnewsasia.com. 6. Juli 2020, abgerufen am 9. Juli 2020 (englisch).
13. ↑  Mindestens 170 Tote nach Erdrutsch in Myanmars Jademinen. In: katholisch.de. 6. Juli 2020, abgerufen am 11. Juli 2020.